# Les vers contre-attaquent
Les Vers contre-attaquent est un livre de la collection Chair de Poule (Goosebumps, en anglais), écrite par Robert Lawrence Stine. Il contient 27 chapitres.

## Publications
- Livre américain (l'original)

Le titre américain de "Les Vers contre-attaquent" est "Go eat worms !", littéralement "Va manger des vers". Dans l'édition américaine, le livre est le 21e de la série (le titre complet étant : "Goosebumps n°21 - Go eat worms !").
- Livre français

Dans l'édition française Bayard Poche, Les Vers contre-attaquent est le quarantième de la série Chair de Poule. Il est traduit de l'américain par Nathalie Vlatai. Il est constitué de 134 pages dans l'édition française.
L'image de couverture - dessiné par Yves Besnier - représente Jennifer (la sœur de Bruno) horrifiée qui découvre que le hamburger qu'elle allait manger est infesté de vers.

## Résumé
Bruno Jones adore les vers de terre, il les collectionne et apprécie faire des farces avec eux, particulièrement à sa sœur, Jennifer. Mais à force de jouer avec eux, de les couper pour les voir gesticuler, de les enfermer, les vers semblent se rebeller ...
Ils commencent à envahir ses vêtements, son lit, ses affaires, pourquoi ne s'arrêtent-ils pas ? Et si c'était au tour de Bruno d'être un jouet entre les mains des vers ?

## Commentaire
Go eat Worms ! a eu son adaptation dans la série télévisée Chair de Poule